# Anomalosiphum takahashii
Anomalosiphum takahashii är en insektsart. Anomalosiphum takahashii ingår i släktet Anomalosiphum och familjen långrörsbladlöss. Inga underarter finns listade i Catalogue of Life.